# Mitra hansturneri
Mitra hansturneri is een slakkensoort uit de familie van de Mitridae. De wetenschappelijke naam van de soort is voor het eerst geldig gepubliceerd in 2009 door Guillot de Suduiraut E. & Guillot de Suduiraut E..